# Sithon thaliarchus
Sithon thaliarchus är en fjärilsart som beskrevs av Otto Staudinger 1888. Sithon thaliarchus ingår i släktet Sithon och familjen juvelvingar. Inga underarter finns listade i Catalogue of Life.